# Inca Garcilaso de la Vega
Pour les articles homonymes, voir Garcilaso de la Vega et De la Vega.
Inca Garcilaso de la Vega, ou El Inca Garcilaso (antérieurement connu sous le nom de Gómez Suárez de Figueroa) est un chroniqueur métis (de père espagnol et de mère inca) de langue espagnole, né le 12 avril 1539 à Cuzco, dans la vice-royauté du Pérou, et mort le 23 avril 1616 à Cordoue en Espagne.

## Biographie
Gómez Suárez de Figueroa est un métis, fils d'un noble conquistador espagnol, Sebastián Garcilaso de la Vega y Vargas (en), et de la princesse inca Isabel Chimpu Ocllo (es), fille du roi Topa Hualpa et donc petite-fille de l'Inca Huayna Capac. Il réside à Cuzco, ancienne capitale de l'Empire inca, jusqu'en 1560, date de la mort de son père, année durant laquelle il quitte définitivement le Pérou pour s'installer en Espagne.

## Œuvres

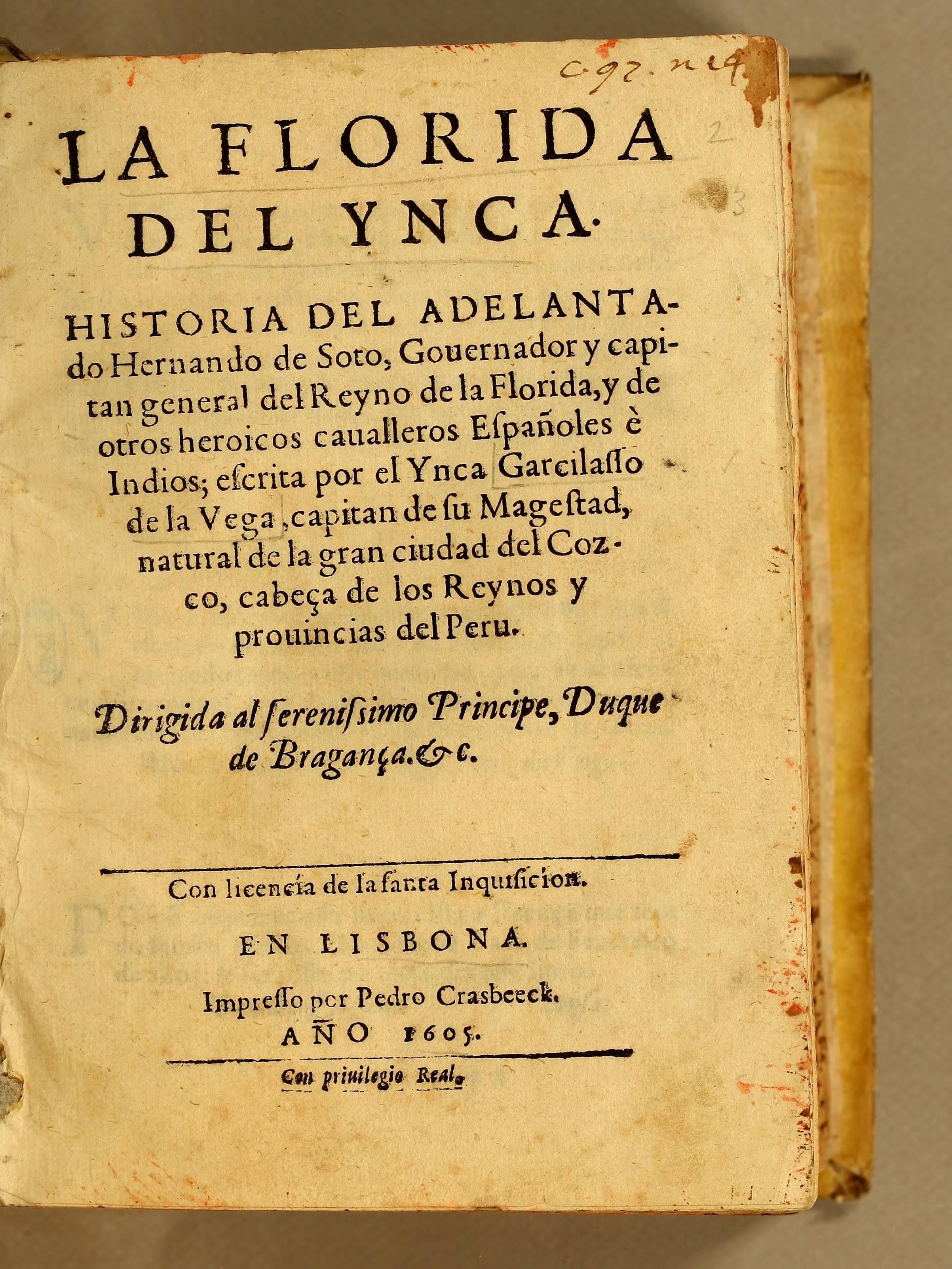
Page de garde de '

C'est le premier grand écrivain péruvien. Ce fut aussi le premier latino-américain à écrire sur l'Amérique depuis l'Europe. Ce sont les Comentarios Reales de los Incas (Commentaires royaux des Incas), qu'il conçoit en deux parties : la première est l'histoire de ses ancêtres maternels, la seconde celle de la conquête du Pérou, qu'il publie au crépuscule de sa vie en 1609. Il rédige son livre en Andalousie après avoir changé son nom de Gomez Suarez pour prendre celui de son père, Garcilaso de la Vega, auquel il ajoute le titre d'Inca. Ce livre, où il reprend des extraits de l'"Histoire des Incas" du père Blas Valera, est un témoignage unique sur l'histoire des Incas avec une vision moins européenne que les autres ouvrages publiés à cette époque.
L'auteur a aussi écrit en 1605 une Histoire de la conquête de la Floride, (La Floride de l'Inca (es)). Ce livre, écrit en recueillant les témoignages de protagonistes croisés au Pérou et en Andalousie, constitue l'une des sources utilisées notamment pour reconstituer le déroulement de l'expédition de Hernando de Soto.
Il a traduit Léon l'Hébreu (1460-1521) : cette œuvre fut mise à l’Index librorum prohibitorum du Saint-Siège (« brûlé par l'Inquisition » rapporte Robert Charroux) à cause de ses aspects cabalistiques et théosophiques ; ses rééditions furent interdites.

Monuments commémoratifs
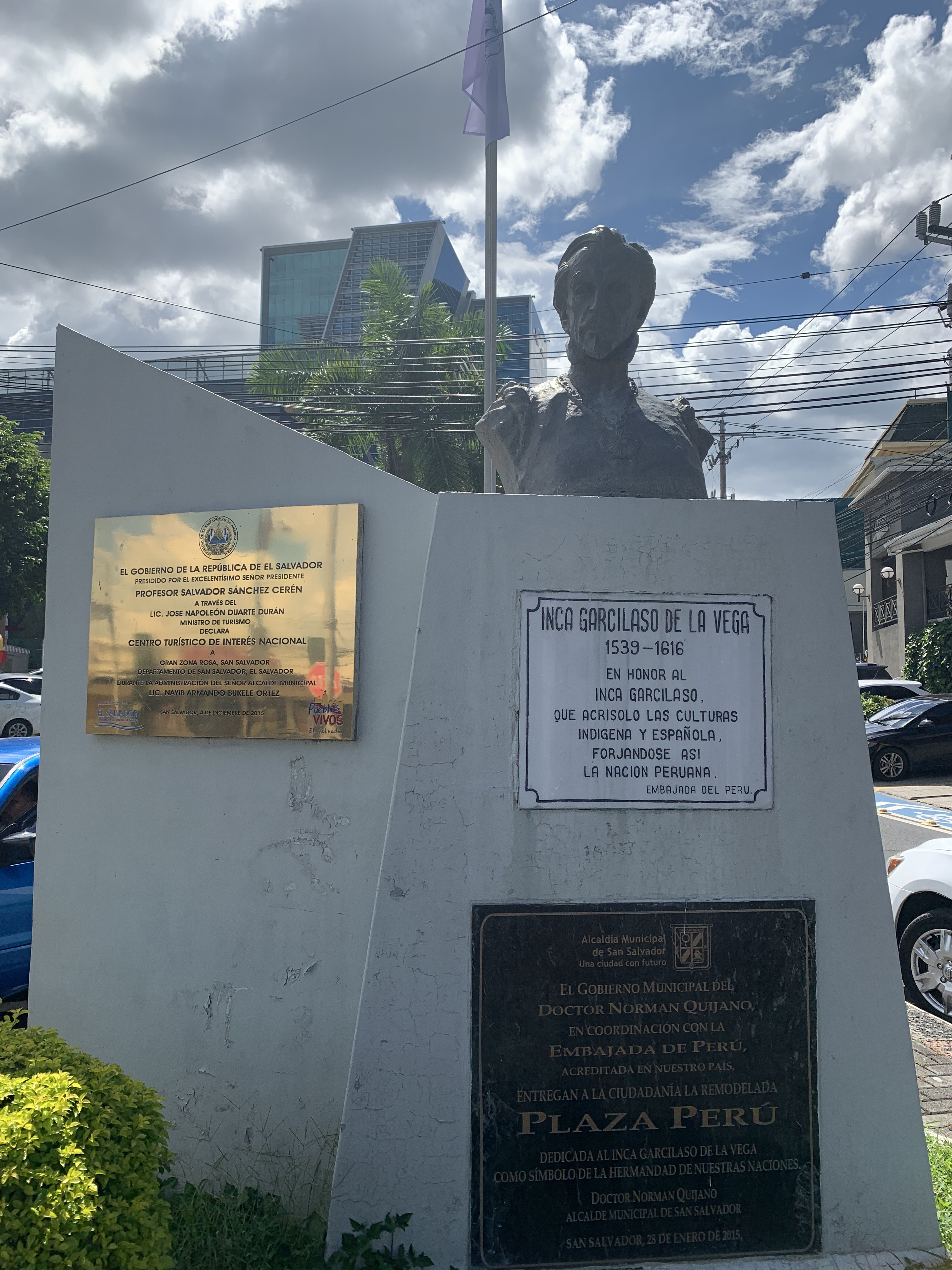
San Benito, à San Salvador.
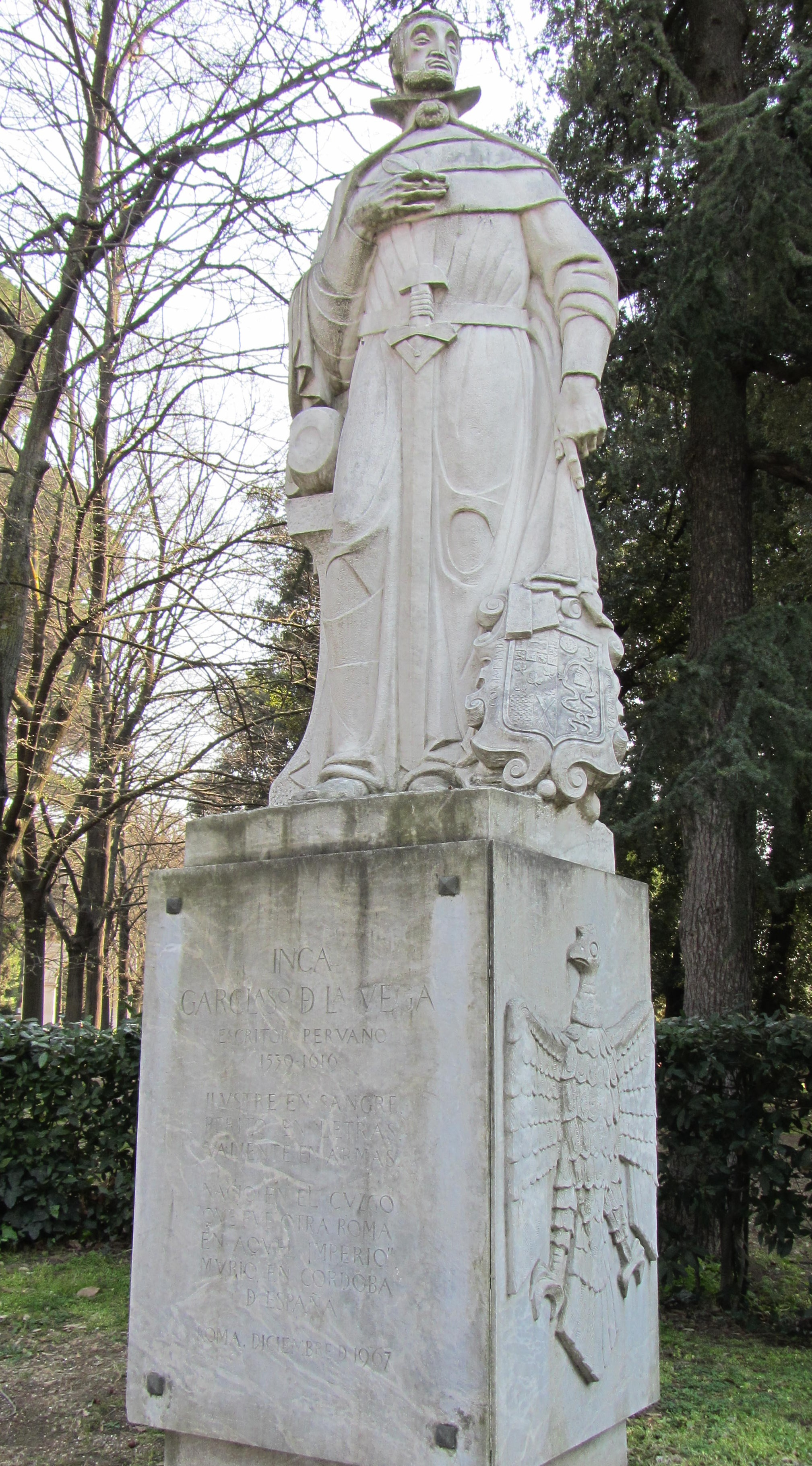
Jardins de la Villa Borghèse, à Rome.